# Pietro Afesa
 (juillet 2025).
Giovanni De Gregorio, dit Pietro Afesa (ou Pietrafesa), né en Satriano di Lucania, Basilicate est un peintre italien du XVIIe siècle.

## Biographie
Pietrafesa (actif vers 1650) était un peintre italien de la période baroque, actif dans la région de Naples. Il a été appelé aussi Pietro Afesa della Basilicata en référence à sa région natale. Il peint pour les églises et les couvents à Naples ainsi qu'une partie de  l'autel l'Assomption de la Vierge Marie pour la chapelle du couvent de Marsico Nuovo. 